# 石斌
石 斌（せき ひん、? - 349年）は、五胡十六国時代後趙の皇族。父は石虎。母は斉氏。

## 生涯
中山王石虎の庶子として生まれた。
母の斉氏はもともと娼婦であり、その身分が賎しかった。その為、石斌は父からは寵愛されなかったが、やがて後趙君主石勒から養子として迎え入れられると、甚だ寵愛を受けた。
330年2月、石勒が大趙天王を自称すると、石斌は左衛将軍に任じられ、太原王に封じられた。
333年5月、石勒は病に倒れると「大雅（石弘）と斌（石斌）は共に助け合い、司馬氏の内訌を汝らの戒めとし、穏やかに慎み深く振舞うのだ。」と遺命を告げた。7月、石勒が崩御すると石弘が後を継いだが、実権は石虎に掌握された。
333年8月、石虎は丞相・魏王・大単于となると、石斌は章武王に改封された。
同年12月、後趙の将軍郭権は上邽に拠って東晋へ降伏すると、京兆・新平・扶風・馮翊・北地はみな呼応した。334年3月、石虎の命により、石斌は将軍郭敖と共に4万を率いて郭権討伐に向かい、華陰に駐屯した。4月、上邽の豪族が郭権を殺して投降した。長安出身の陳良夫は黒羌へ逃走すると、北羌王薄句大らと結託して北地・馮翊を侵犯した。その為、石斌・郭敖は楽安王石韜と合流して征伐に向かい、これを撃ち破って薄句大を馬蘭山へ敗走させた。郭敖は勝ちに乗じて深追いしたが、反撃に遭って大敗を喫し、7割の兵を失った。その為、石斌らは軍を収めて三城に帰還した。石虎は使者を派遣して郭敖を誅殺した。
335年9月、石斌は精鋭騎兵2万と秦州・雍州の兵を率いて薄句大討伐に向かうと、これを平定した。
337年1月、石虎が大趙天王を自称すると、石斌は章武公に降封となった。
後に昇進して大司馬・幽州牧に任じられ、燕公に改封され、征北将軍張賀度と共に北方の国境を守備した。
340年10月、石斌は酒に溺れて狩猟に耽り、彼の側近もまた好き勝手に振る舞った。張賀度はその振る舞いを幾度も諫めたが、石斌はこれに怒って張賀度を辱めた。この事が石虎に伝わると、石虎は石斌を杖刑百回の罰を与え、さらに主書の礼儀に節を与えて石斌を監視させた。それでも石斌は酒や猟を慎まなかったので、礼儀は法を引き合いに出して強く諫めたが、逆に怒りを買って殺害されてしまった。石斌はさらに張賀度をも殺害しようとしたので、これを知った張賀度は周囲の警護を厳重にした上で、石虎にこの事を報告した。張賀度からの報告が石虎に届くと、石虎は尚書張離に節を持たせ、さらに騎兵を与えて石斌の下へ派遣した。石斌は鞭刑三百を加えられ、生母の斉氏は殺害された。石虎は矢を番えて弓を引き絞り、石斌の刑罰を見守り、刑罰の執行に際して手加減を加えた刑吏を5人自ら殺害した。刑が終わると石斌を罷免して邸宅へ謹慎するよう命じられた。また、石斌に親任されていた10人余りが誅殺された。
すぐにまた復帰し、使持節・侍中・大司馬・録尚書事に任じられた。
その後、天王太子石宣・右僕射張離らの画策により、石苞・秦公石韜・燕公石斌・義陽公石鑑の領する官吏は197人のみ・帳下兵は200人のみに制限された。これにより、みな恨みを抱いたという。
348年9月、石虎は群臣と共に誰を皇太子に立てるか議論を行った。石斌には武略があった事から、彭城公石遵と共にその最有力候補となったが、戎昭将軍張豺の画策により最終的に石世が皇太子に立てられた。
349年1月、石虎が帝位に即くと、石苞は燕王に進封となった。
同月、高力督梁犢が謀反を起こし、その数は10万にも及んだ。石斌は大都督・中外諸軍事に任じられ、統冠将軍姚弋仲・車騎将軍蒲洪（後の苻洪）・征虜将軍石閔（後の冉閔）らと共に討伐に向かうと、滎陽において梁犢を撃破した。梁犢の首級を挙げ、その余党を尽く滅ぼすと、軍を帰還させた。
4月、石虎の病が篤くなると、石斌は丞相・録尚書事に任じられ、石遵・張豺と共に皇太子石世の輔政を託された。
石世の母である劉皇太后は石斌が政変を起こすのではないかと恐れ、張豺と共に彼らの排除を目論んだ。この時、石斌は襄国におり、石虎が病に罹っている事を知らなかった。劉皇太后らは彼を欺こうとして使者を派遣し「主上の病は射台に快方へ向かっております。王は猟でも嗜みながらしばし留まってはいかがでしょう」と述べさせた。石斌はもともと猟を好んで酒を嗜む性質であったので、これを聞いて酒宴や狩猟に耽った。劉皇太后らは詔を矯め、石斌には忠孝の心がないとして、官を辞して邸宅に謹慎するよう命じ、張豺の弟である張雄に強兵五百人を与えて監視を命じた。
その後、石虎は一時的に体調が恢復したので西閤へ出た。すると、200人余りの龍騰中郎が列を為して石虎へ拝した。石虎が「何だね」と問うと、彼らは「聖体が安んじられておりませんので、燕王（石斌）を宿衛へ入れて兵馬を指揮させられますよう」と請うた。また、ある者は「燕王を皇太子とする事を乞います」と述べた。石虎は「燕王は宮殿内に居ないのか。召し出せ！」と命じたが、左右の側近は劉皇太后の息がかかっていたので「王は酒に耽っておられ、入朝出来ません」と答えた。すると石虎は「輦（天子の車）を出して迎えさせればよいだろう」と命じたが、彼らは遂に実行しなかった。やがて、石虎は立ち眩みがして宮殿へ戻ると、張豺は詔を矯めて張雄に石斌を殺害させた。
4月、石虎が崩御すると、予定通り石世が後を継いだが、翌月には彭城王石遵は石世を廃して帝位を簒奪した。石遵は石斌の子である石衍を皇太子に立てたが、11月に石閔は政変を起こして石遵を誅殺し、石衍もまた処刑された。

## 怪異譚
ある時、石斌は急病により心肺停止となった。3日後に殯を行おうとした際、石勒は嘆息して「朕が聞くところによると、虢の太子が死んだ時、扁鵲が蘇生させたという。今、大和尚は国中の神人であり、これに告げれば福をもたらしてくれるかも知れぬ」と述べ、人を派遣して仏図澄にこの事を告げさせた。佛図澄は楊枝を取って灑水で濡らし、呪を施してから石斌の手をとって「起つべし」と告げた。すると石斌は蘇生し、しばらくすると健康に戻ったという。